# ترفتالویل کلرید
ترفتالویل کلرید (به انگلیسی: Terephthaloyl chloride) با فرمول شیمیایی C8H4Cl2O2 یک ترکیب شیمیایی با شناسه پاب‌کم 7488 است. که جرم مولی آن ۲۰۳٫۰۲ گرم بر مول می‌باشد. 